# Makoto Ogawa
Pour les articles homonymes, voir Makoto Ogawa (pilote) et Ogawa.
 (mai 2025).
Si vous disposez d'ouvrages ou d'articles de référence ou si vous connaissez des sites web de qualité traitant du thème abordé ici, merci de compléter l'article en donnant les références utiles à sa vérifiabilité et en les liant à la section « Notes et références ».
Makoto Ogawa (小川麻琴, Ogawa Makoto), née le 29 octobre 1987 à Kashiwazaki (Niigata, Japon) est une ex-idole japonaise du Hello! Project, chanteuse et actrice, membre de Morning Musume de 2001 à 2006.

## Biographie
Makoto Ogawa rejoint le populaire groupe de J-pop Morning Musume en août 2001 avec la 5e génération : Risa Niigaki, Ai Takahashi et Asami Konno, après une audition nationale. En parallèle, elle rejoint en 2002 la nouvelle mouture de Petit Moni, sans sortir de single avec, et participe aux shuffle units Happy 7 en 2002, Salt5 en 2003, et H.P. All Stars en 2004. Elle participe aussi avec les membres de Morning Musume à quelques films, drama télévisés et comédies musicales. Elle quitte Morning Musume mi-2006 pour se consacrer à ses études d'anglais dans une université en Nouvelle-Zélande, et après l'obtention d'un diplôme revient deux ans plus tard au H!P, sans activité définie.
Sa graduation (départ) du H!P est annoncée pour le 31 mars 2009 avec les autres anciennes du Elder Club. Elle continue sa carrière au sein de la maison mère Up-Front et du M-line club. Elle forme en 2011 le groupe Dream Morning Musume avec ses anciennes collègues de Morning Musume, qui cesse ses activités l'année suivante.
En mars 2015, Makoto Ogawa annonce sur son blog officiel qu'à partir du 1er avril elle se retirera de la scène publique pour vivre comme une personne ordinaire.

## Groupes

### Au sein du Hello! Project
- Morning Musume (2001-2006)
- Petitmoni (2002-2003)
- Happy 7 (2002)
- Morning Musume Otome Gumi (2003-2004)
- SALT5 (2003)
- H.P. All Stars (2004)

### Autres
- Morning Musume OG (2010)
- Afternoon Musume (2010)
- Ganbarō Nippon Ai wa Katsu Singers (2011)
- Dream Morning Musume (2011-2012)

## Discographie en groupes

### Avec Morning Musume
Singles
- 31 octobre 2001 : Mr. Moonlight ~Ai no Big Band~
- 20 février 2002 : Sōda! We're Alive
- 24 juillet 2002 : Do it! Now
- 30 octobre 2002 : Koko ni Iruzee!
- 19 février 2003: Morning Musume no Hyokkori Hyōtanjima
- 23 avril 2003 : As For One Day
- 30 juillet 2003 : Shabondama
- 6 novembre 2003 : Go Girl ~Koi no Victory~
- 21 janvier 2004 : Ai Araba It's All Right
- 12 mai 2004 : Roman ~My Dear Boy~
- 22 juillet 2004 : Joshi Kashimashi Monogatari
- 3 novembre 2004 : Namida ga Tomaranai Hōkago
- 19 janvier 2005 : The Manpower!
- 27 avril 2005 : Osaka Koi no Uta
- 27 juillet 2005 : Iroppoi Jirettai
- 9 novembre 2005: Chokkan 2 ~Nogashita Sakana wa Ōkiizo!~
- 15 mars 2006 : Sexy Boy ~Soyokaze ni Yorisotte~
- 21 juin 2006 : Ambitious! Yashinteki de Ii Jan

Albums
- 27 mars 2002 :  4th Ikimasshoi!
- 26 mars 2003 :  No.5
- 31 mars 2004 :  Best! Morning Musume 2
- 8 décembre 2004 :  Ai no Dai 6 Kan
- 15 février 2006 :  Rainbow 7

(+ compilations du groupe)

### Autres participations
Singles
- 3 juillet 2002 : Shiawase Beam! Suki Suki Beam! (avec Happy 7)
- 9 juillet 2003 : Get Up! Rapper (avec SALT5)
- 18 septembre 2003 : Ai no Sono ~Touch My Heart!~ (avec Morning Musume Otome Gumi)
- 25 février 2004 : Yūjō ~Kokoro no Busu ni wa Naranee!~ (avec Morning Musume Otome Gumi)
- 1er décembre 2004 : All for One & One for All! (avec H.P. All Stars)
- 22 juin 2011 : Ai wa Katsu (avec Ganbarou Nippon Ai wa Katsu Singers)
- 15 février 2012 : Shining Butterfly (avec Dream Morning Musume)

Albums
- 10 juillet 2002 : Hawaiian de Kiku Morning Musume Single Collection (avec "Takagi Boo to Morning Musume, Coconuts Musume, etc")
- 20 avril 2011 : Dreams 1 (avec Dream Morning Musume)

(+ compilations diverses)

## Filmographie
Films
- 2002 : Tokkaekko (とっかえっ娘。?)
- 2003 : Koinu Dan no Monogatari (子犬ダンの物語?)

Dramas
- 2002 : Angel Hearts
- 2004 : Aijō Ippon! (愛情イッポン!?)
- 2009 : Q.E.D. Shoumei Shuuryou (Q.E.D. 証明終了?)

## Divers
Comédies musicales et théâtres
- 2006 : Ribbon no Kishi: The Musical (リッボンの騎士ザ・ミュージカル?) (Baron Nylon)
- 2010 : Lock the ROCK
- 2011-07-06→24 : Black Camellia ~ Japanesque Vampire (黒椿 ～Japanesque Vampire～)?)

Photobooks
- 13 août 2002 : 5 Morning Musume. 5ki Members (5 モーニング娘。5期メンバー?) (avec Ai Takahashi, Asami Konno, Risa Niigaki)
- 2 février 2005 : Ogawa Makoto (小川麻琴?)
- 26 août 2006 : Natsu no Uta (夏ノ詩?)

## Liens
- (ja) Site officiel
- (ja) Blog officiel
- (ja) Ancien site officiel (jusqu'en mars 2015)
- (ja) Ancien blog officiel (jusqu'en mars 2015)